# Aleksiej Riemizow
Aleksiej Michajłowicz Riemizow (ros. Алексей Михайлович Ремизов; ur. 24 czerwca?/6 lipca 1877 w Moskwie, Imperium Rosyjskie, zm. 26 listopada 1957 w Paryżu, Francja) – rosyjski pisarz modernistyczny okresu rosyjskiego srebrnego wieku.
Autor utworów z elementami folkloru i naturalizmu; idealizował ustrój patriarchalny, uprawiał literacką parafrazę apokryfów, legend i baśni, kontynuował tradycję skazu; w późnych utworach dominowała tematyka historyczna i baśniowa.
Jego twórczość wywarła istotny wpływ na prozę takich pisarzy, jak M. Priszwin, J. Zamiatin i B. Pilniak.

## Wybrana twórczość

### Powieści
- 1908 - Prud (ros. Пруд)
- 1910 - Siostry krzyżowe[2] (ros. Крестовые сестры)

### Bajki i legendy
- 1907:
  - Morszczinka (ros. Морщинка)
  - Limonar', siriecz: Ług dushownyj (ros. Лимонарь, сиречь: Луг духовный)
  - Posołon' (ros. Посолонь)
- Dokuka i bałagurje (ros. Докука и балагурье)

### Nowele i opowiadania
- 1902 - Płacz diewuszki pieried zamużestwom (ros. Плач девушки перед замужеством) - debiut literacki pod pseudonimem N. Mołdawanow
- 1908 - Czto jest' tabak. Gonosijewa powiest' (ros. Что есть табак. Гоносиева повесть)
- 1908 - Czasy (ros. Часы)
- 1912 - Piataja jazwa (ros. Пятая язва)
- Zanofa[3] (ros. Занофа)
- Królewna Mymra[4]
- Czortik (ros. Чёртик)
- Pożar (ros. Пожар)
- Żertwa (ros. Жертва)

### Proza autobiograficzna
- 1897-1905 - Iwierien' (ros. Иверень)
- 1905-1917 - Pietierburgskij bujerak (ros. Петербургский буерак)
- 1917-1921 - Wzwichriennaja Rus' (ros. Взвихренная Русь)
- 1923-1939 - Uczitiel muzyki (ros. Учитель музыки)
- 1940-1943 - Skwoz' ogon' skorobiej (ros. Сквозь огонь скоробей)

### Dramaty
- 1908 - Biesowskoje diejstwo (ros. Бесовское действо)
- 1917 - Nikoliny pritczi (ros. Николины притчи)
- 1919 - Car' Maksimilian (ros. Царь Максимилиан)
- 1919 - Tragiedija o Iudie, Prince Iskariotskom (ros. Трагедия о Иуде, Принце Искариотском)